# Ceresium vile
Ceresium vile är en skalbaggsart som först beskrevs av Newman 1841.  Ceresium vile ingår i släktet Ceresium och familjen långhorningar. Inga underarter finns listade i Catalogue of Life.